# John Barber
John Barber (n. 22 iulie 1929, Little Marlow⁠(d), Buckinghamshire⁠(d), Anglia, Regatul Unit – d. 4 februarie 2015, Palma, Insulele Baleare⁠(d), Spania) a fost un pilot englez de Formula 1 care a evoluat în Campionatul Mondial în sezonul 1953 (Marele Premiu al Argentinei).